# Тонг, Стэнли
Стэнли Тонг (англ. Stanley Tong, иер. 唐季禮, кант.-рус. Тхон Куайлай, кит.-рус. Тан Цзили; род. 7 апреля 1960, Гонконг) — гонконгский кинорежиссёр, сценарист, актёр, кинопродюсер и каскадёр, а также постановщик боёв и трюков. Начинал свою карьеру в кинематографе как каскадёр и постановщик боёв, после чего сам стал писать сценарии, продюсировать и снимать фильмы. Известен прежде всего своими работами с Джеки Чаном в фильмах «Полицейская история 3: Суперполицейский», «Разборка в Бронксе» и «Первый удар». В Голливуде снял фильм «Мистер Магу» и работал над сериалом «Китайский городовой». Его фильмы получили несколько престижных азиатских кинопремий. В данный момент он в основном занимается продюсированием картин других режиссёров.

## Биография

### Ранние годы
Тонг Квай-Лай родился и вырос в Гонконге. Начал заниматься с различными мастерами кунг-фу в 12 лет, изучая тайцзицюань, кикбоксинг, вин чун и цигун. Самое большое влияние на него оказал Брюс Ли, с творчеством которого Стэнли столкнулся ещё в раннем детстве. В 2002 году в фильме «Искусство боя» Тонг дал интервью, в котором сказал: 
Я восхищаюсь Брюсом Ли. Помню, в одном интервью он сказал, что для него должны писаться сценарии сериалов кунг-фу. Но, поскольку у него азиатское, китайское лицо, американское телевидение сомневается, что ему нужен азиатский герой.
 В одном из интервью Стэнли сказал, что фильм Брюса Ли «Большой босс» — это его первое воспоминание о гонконгских фильмах и самое яркое впечатление детства. Также Тонг изучал техники обращения с оружием — мечом, копьём и шестом. Занимался акробатикой, посвятил довольно долгое время трамплину и гимнастике. В 1984 году Тонг победил на чемпионате страны по боевым искусствам «Октагон». В 17 лет он переехал в Канаду, где преподавал боевые искусства, учась в Университете Манитобы в Виннипеге, проявляя также интерес к быстрым автомобилям и мастерству вождения.

### Гонконгская карьера
В 1979 году Тонг возвратился в Гонконг и уже на следующий год при поддержке своего шурина, старого актёра Ло Лича, попал в шоу-бизнес в качестве каскадёра на студии Shaw Brothers. Эту работу ему предложил режиссёр Лю Цзялян. За последующие три года он выполнил сотни трюков, дублируя таких актёров как Лесли Чун, Мэгги Чун, Мишель Йео, Брэндон Ли, Чоу Юн-Фат, Дерек Йи, Ти Лунг и Чери Чунг. Эта работа имела негативные последствия для здоровья Тонга. Он получил много травм и ранений, включая сломанное плечо, трещины нескольких рёбер и черепа, перелом ноги, повреждение колена и различные повреждения спины. Он решил продолжать свою карьеру в кинематографе, находясь позади камеры.
В 1983 году для изучения всех аспектов кинопроизводства Тонг стал помощником режиссёра. Каскадёрское прошлое помогло ему в продвижении по карьерной лестнице. В роли помощника режиссёра он участвовал в создании шести фильмов. Тонг разносторонне развивался в области управления кинопроизводством, написании сценариев, а затем вновь возвращался к съёмкам. В 1987 году Стэнли снялся в фильме «Огненные братья». В конечном счёте, он получил должность постановщика трюков, а затем и должности сорежиссёра на съёмках популярных боевиков «Ангел 2» и «Ангел 3», в которых главную роль играла гуру экшн-фильмов Мун Ли.
Но Тонг по-прежнему хотел стать режиссёром. Он поставил трюки ещё в четырёх картинах, прежде чем основал свою компанию Golden Gate. А в 1991 году он дебютировал как режиссёр, исполнительный продюсер, сценарист и постановщик трюков с фильмом «Воины каменного века». Этот низкобюджетный (на производство был потрачен 1 миллион долларов) боевик был разрекламирован как первый коммерческий фильм, в котором снимались ещё полудикие «охотники за головами» из Новой Гвинеи. Комедийный боевик Тонга о двух городских девушках содержал опасные трюки, большое количество впечатляющих батальных сцен, где Тонг управлял более, чем тысячей аборигенов, и все остальные составляющие боевика. В одной из сцен 15 комодских драконов гнались за двумя девушками по джунглям, а в другой две героини падали с водопада. Фильм почти разорил новичка, но привлёк внимание компании Golden Harvest и продюсера Леонарда Хо. Он был впечатлён, что Тонг выступил сразу в нескольких кинематографических ипостасях, которые были в материально-техническом соотношении сопоставимы с аналогичными в «Доспехах Бога» Джеки Чана, снятого за 15 миллионов долларов. Вот что сказал о фильме «Воины каменного века» сам создатель:

Поскольку в то время люди привыкли к фильмам про гангстеров/полицейских, а также к некоторым безумным комедиям/кунг-фу фильмам, в которых была своя кинозвезда, я, как молодой режиссёр без опыта и денег, попытался сделать что-то новое, такое, за что другие режиссёры не возьмутся. Я рискнул, надеясь показать зрителям нечто свежее. Я всегда любил приключенческие боевики.
Оригинальный текст (англ.)Because at that time, people were into gangster movie/police story and some outrageous comedy/Kung Fu films, which all had their movie star. As a young director without experience and investment, I tried to do something new, something that other directors won’t want to experience. I wanted to take the risk, hoping to bring something different to the audience. I’m always in love with action adventure.— Интервью для Far East Film

### Работа с Джеки Чаном и прорыв в Голливуд
Тонг успел самостоятельно снять ещё один фильм, «Легенда о фехтовальщике», после чего студия Golden Harvest назначила его режиссёром картины «Полицейская история 3: Суперполицейский» (1992). Лента объединила на экране настоящих символов боевиков Джеки Чана и Мишель Йео. Картина стала во многом необычной: это был первый фильм Джеки, где он только исполнял главную роль, при этом не выступая ни в качестве режиссёра, ни постановщика трюков; также это был первый фильм Джеки, при производстве которого был использован синхронный звук, а не последующий дубляж. За эту картину Джеки впервые получил награду, как лучший актёр, причём сразу на двух фестивалях: Hong Kong Academy Film Awards и Golden Horse Award в Тайбэе. Также лента получила приз за лучший монтаж, а сам Тонг был номинирован как лучший постановщик боёв и трюков на HKAFA. Кроме того, «Police Story 3» оказалась на первой строчке в списке самых прибыльных фильмов в Малайзии, Тайване и Таиланде, что обеспечило картине звание самого прибыльного фильма года в Азии.
Я рад, что я удостоился чести работать с лучшими гонконгскими звёздами боевиков — Джеки и Мишель.Стэнли Тонг о Джеки Чане и Мишель Йео
Джеки Чан отчасти стал известен в Голливуде благодаря Стэнли Тонгу. Это произошло после выпуска в США дублированной и слегка сокращённой версии фильма «Разборка в Бронксе» (в Азии выпущен в 1995 году). Чан и раньше пытался добиться успеха в США, но именно Тонг продемонстрировал акробатические номера, владение боевыми искусствами и обаятельность звезды комедийных боевиков. Американские зрители с восторгом приняли эту немного глупую историю о китайском полицейском, который приезжает в Бронкс на свадьбу дяди, а в результате начинает бороться против местной банды и других преступных фигур. Тонг был одновременно режиссёром, постановщиком боёв и сценаристом этой картины. Фильм удалось снять за довольно скромную сумму — 6 миллионов долларов. Ещё полтора миллиона были пущены на раскрутку фильма. Картина, снятая для азиатского рынка, получила положительные отзывы американских критиков и зрителей и собрала в кинотеатрах более чем 32 миллиона долларов, став одним из самых успешных в финансовом плане фильмов 1996 года. Это ещё более примечательно потому, что это была всего третья режиссёрская работа Тонга. «Разборка в Бронксе» принесла Тонгу награду как лучшему постановщику трюков на Hong Kong Academy Film Awards. Помимо того, что лента стала самой прибыльной картиной в Китае и Гонконге, «Разборка в Бронксе» стала первой гонконгской лентой, которая стартовала в США сразу в 2000 кинотеатров.
Работая над фильмом, я всегда считаю, что это усилие всей команды, а не одного человека. У всех есть своя роль, и каждый вносит свою лепту в создание фильма.Стэнли Тонг
Дублированный и переизданный «Суперполицейский» (1996) доказал оправданность выбора этого фильма для второго главного релиза Джеки Чана в США. Критики высоко оценили фильм, а вот кассовые сборы оказались скромнее, чем у «Разборки в Бронксе». Успех «Суперполицейского» привёл к другому большому экшн-приключению, «Суперполицейский 2», который вновь объединил Стэнли Тонга и Мишель Йео. Джеки Чан сам вызвался на небольшую роль, специально прибыв на съёмки, чтобы два дня посвятить этой сцене.
Успеха добился и следующий совместный проект Джеки Чана и Стэнли Тонга «Первый удар» (1997). Тонг за него награду как лучший режиссёр на кинофестивале «Golden Horse» в Тайбэе, в том же конкурсе «Первый удар» также номинировался на лучший фильм и лучшую режиссуру. В трёх фильмах, где Тонг был режиссёром, а Джеки Чан — актёром, Стэнли также всегда был дублёром Джеки.

Как видите, Джеки стал играть скорее героев поневоле, чем агрессивных персонажей. Боевики снимаются с юмором, весельем и с минимальным количеством насилия, чтобы фильм могли посмотреть как можно большее количество зрителей. У нас рейтинг PG-13, тогда как большинство американских боевиков получает рейтинг R. Традиционные голливудские сцены боевиков, такие как погоня на автомобилях/ вертолёте/стрельба/погоня на лодках/взрывы, плюс китайские боевые искусства и акробатические трюки, которые делают бои более зрелищными — когда все эти компоненты соединились, получилось нечто новое как для западного, так и для китайского зрителя.
Оригинальный текст (англ.)You can see Jackie’s characters became more of a reluctant hero than an aggressive one. Big action sequences with humour and fun and less violence, so that it can reach a bigger audience pool. We are PG 13, whereas most American action movies are rated R. The usual Hollywood convention action sequence that have ingredients like car chasing sequence/ helicopter/ gun shooting /speed boat/ explosions, plus the Chinese martial arts and acrobatic stunts make the physical fighting more artistic. When all these ingredients are put together it became something new and fresh to the Western and the Chinese audience.— Стэнли Тонг о прорыве в Голливуд
Голливуд заметил талант Тонга ставить коммерчески успешные фильмы. Дисней нанял режиссёра для съёмок фильма «Мистер Магу» (1997), где Лесли Нильсен сыграл близорукого миллионера, с которым часто происходят различные несчастные случаи. Но фильм провалился в прокате, не окупив даже затраты на производство и получив разгромные отзывы как от зрителей, так и от критиков.
После Тонг начал работу над телесериалом «Китайский городовой» для CBS, где в главной роли играл ветеран гонконгских картин Саммо Хунг. Он выступил как ответственный продюсер и поставил первую серию. Тонг очень надеялся, приехав в Голливуд, внедрить в него побольше азиатских актёров и кинопроизводителей. По словам Тонга, созданием этого сериала он хотел привить зрителям какие-то семейные ценности, а также развеять множество мифов об азиатской культуре. К сожалению, сериал продержался относительно недолго — начавшись в 1998 году, он прекратил своё существование осенью 2000 года.

В моём голливудском опыте было как хорошее, так и плохое. Хорошая сторона в том, что работая на крупные компании, такие как Дисней, получаешь возможность узнать их точку зрения: как получить зелёный свет для проекта, как заниматься маркетингом фильма, стратегию его продвижения на рынки. Но я не понимаю, как они могут тратить впустую так много денег «за экраном». Слишком много денег было потрачено сверх плана, а на производство осталось немного.
Оригинальный текст (англ.)My Hollywood experience was good and bad. The good side is working for big companies like Disney, which has to go through a lot of Hollywood procedures, learning about their point of view, how to green light a project, how to market a movie, and promotion strategy. But I don’t understand how they can waste so much money behind the screen. Too much money has been spent above the line, and left the production with not much money.— Стэнли Тонг о своём голливудском опыте

### Последние работы
Новый фильм, который Тонг вновь снял в Гонконге — «Шанхайский связной», где главные роли исполняют Аарон Квок, Руби Лин и японка Норика Фудзивара. Лента в мировом кинопрокате не окупает производство, но при этом становится чемпионом по кассовым сборам 2000 года в Гонконге, Сингапуре и Малайзии.

Последней режиссёрской работой на данный момент для Стэнли Тонга стала вышедшая в 2005 году высокобюджетная (15 миллионов долларов) картина «Миф», рассказывающая историю о том, как археолог, ведущий раскопки в местах древних городов и захоронений, погружается в древность и мистическим образом перевоплощается в воина, от которого много веков назад зависела судьба целого народа. Эта картина стала уже пятой совместной картиной Джеки Чана и Стэнли Тонга. В США картина до больших экранов так и не добралась, но была выпущена на DVD в 2007 году, а вот в России премьера состоялась 23 февраля 2006 года, а затем была выпущена и на DVD.
Чтобы быть режиссёром, нужно уметь сначала правильно рассказать свою историю актёрам, руководителям студии, инвесторам и дистрибьюторам. Иначе у вас не будет шанса рассказать эту историю зрителям.Стэнли Тонг о режиссёрской работе
После «Мифа» Тонг занимался продюсированием таких проектов как «Меч дракона» (2005), «Дом, милый дом» (2005) и «Любовь в городе» (2007).
В мае 2006 года в интервью Oriental Daily и The Sun режиссёр Стэнли Тонг сообщил, что он поставит амбициозный проект под названием «Дневник» (The Diary, дословный перевод) о резне в Нанкине (Нанджинге) на студии China International Media Group Corp. Он сказал, что китайская студия утвердила проект стоимостью 40 миллионов долларов, который будет инвестироваться Германией, США, Японией и материковым Китаем. Сюжет «Дневника» должен был повествовать о группе иностранцев, документально фиксирующих факты бойни. Предполагаемый набор актёров включал Чоу Юн-Фата, Мэгги Чун, Энди Лау и японскую актрису Норику Фудзивара. Тонг хотел, чтобы Мэгги Чун сыграла директора школы для девочек Джинлинг, места, в котором укрывались сотни беженцев во время резни. Фудзивара предлагалось сыграть роль сестры в японской армии. Режиссёр сказал, что он готовил проект пять лет и намеревался выпустить его к 13 декабря 2007 года, к 70-летию события, во время которого десятки тысяч китайцев были уничтожены японскими войсками. Но фильм так и не вышел.
В июне 2006 года появилась информация, что Стэнли Тонг снимет полнометражную версию истории Мулан. Большая часть мира знает китайскую девушку Мулан, благодаря одноимённому мультфильму. Изначально предполагалось, что Тонг приступит к съёмкам уже в октябре 2006 года в китайской провинции Юньнань. Тонг даже выбрал актрису Чжан Цзыи, которая должна была сыграть главную героиню. Но проект развивался медленно, а в 2008 году на режиссёрском кресле Тонга сменил Джингл Ма. Почему произошла замена постановщика фильма о Мулан, неизвестно. Можно отметить лишь то, что Джингл Ма был режиссёром и оператором в последнем продюсерском проекте Стэнли Тонга «Любовь в городе», снятого на основе одноимённого сериала. Так же интересно, что режиссёром фильма «Миф» до Стэнли Тонга должен был стать Джингл Ма. Фильм «Мулан» вышел в 2009 году.
Стэнли Тонг был приглашён на Пекинскую телестанцию в роли жюри и эксперта реалити-шоу «The Disciple», которое показывали с 5 апреля по 7 июня 2008 года в Континентальном Китае, а продюсером был Джеки Чан. Цель программы состояла в том, чтобы найти новую звезду, которая обладает талантами в актёрской игре и в боевых искусствах, чтобы стать «преемником» Джеки Чана. Чемпион награждался главной ролью в фильме.

На пресс-конференции, проведённой в апреле 2009 года, Джеки Чан анонсировал свой сотый по счёту проект «Доспехи Бога 3: Миссия Зодиак». Стэнли Тонг выступил в этом проекте продюсером. Картина стала шестой совместной работой Чана и Тонга.
Я мечтаю объединить в одном фильме Тома Хэнкса, Джеки Чана, Стивена Чоу, Мэгги Кью и Николь Кидман.Стэнли Тонг о своей мечте

## Критика
Некоторые критики обвиняли Тонга в том, что он подражает Голливуду, в частности, американским боевикам. Джонатан Розенбаум в Chicago Reader написал о фильме «Полицейская история 3: Суперполицейский»: «Самым большим недостатком фильма является то, что он очень американский». Также отмечали, что Стэнли Тонг является довольно однообразным режиссёром, который в состоянии снять лишь боевик с предсказуемым и неоригинальным сценарием, в котором всё держится лишь на трюках и харизме главного героя (чаще всего, Джеки Чана); а когда он пытается снять нечто другое, например, комедию «Мистер Магу» или костюмированный исторический фильм «Миф» — то у него ничего не выходит, фильмы получают плохие отзывы кинокритиков и зрителей и проваливаются в прокате. Также некоторые критики полагают, что Тонг добился успехов лишь благодаря Джеки Чану. C другой стороны, ни один из критиков не отрицает того факта, что, во многом, именно благодаря Стэнли Тонгу Джеки Чан добился успеха в Голливуде. Именно с их совместных работ карьера Джеки в Голливуде пошла в гору. В то же время, например, лихой боевик «Суперполицейский 2», в котором Чан снялся лишь в небольшом эпизоде, особой популярностью в США не пользовался. Очевидно, что именно работа в команде принесла им успех. И неудивительно, что Джеки в документальном фильме «Джеки Чан: Моя жизнь» назвал Стэнли Тонга своим любимым режиссёром. Вот что, в свою очередь, в этом фильме сказал Стенли Тонг о Джеки Чане и о совместной работе с ним: 
Если вдруг появляется какая-то идея, которая нам нравится, тогда мы идём к продюсеру, к менеджеру — нужно убедить его, нужно быть упрямым, нужно иметь в себе силу убеждения. Джеки имеет в себе такую силу, он упрям, по-хорошему упрям.
Звучали высказывания о том, что в фильмах Тонга слишком много жестокости и насилия, и это совсем не сочетается с добродушным комедийным образом Джеки Чана. Вот что написал Фред Топел для About.com о фильме «Суперполицейский 2»: «Слабый спин-офф к серии „Полицейская история“. Бои слишком жестокие и испытывают недостаток в изяществе Джеки Чана». С ним согласен и Алмар Хафлидэйсон из BBC.
Некоторые критики заявляли, что в фильмах Тонга отсутствует всякий смысл. Например, Стивен Холден написал на страницах The New York Times о фильме «Разборка в Бронксе» следующее: «Абсолютно легкомысленный фильм, который вообще не имеет никакого смысла, хотя иногда и забавно смотреть лучшие моменты, в которых бросают вызов смерти».

## Фильмография
| Год       |    | Русское название                        | Оригинальное название                                 | Роль |
| --------- | -- | --------------------------------------- | ----------------------------------------------------- | --- |
| 1987      | ф  | Огненные братья                         | Jiang hu long hu men                                  | актёр |
| 1988      | ф  | Ангел 2                                 | Tian shi xing dong II zhi huo feng jiao longIMDb      | постановщик трюков |
| 1989      | ф  | Ангел 3                                 | Tian shi xing dong III mo nu mo riIMDb                | сорежиссёр |
| 1991      | ф  | Воины каменного века                    | Mo yu fei longIMDb                                    | режиссёр, исполнительный продюсер, сценарист, постановщик трюков                                                       |
| 1992      | ф  | Легенда о фехтовальщике                 | Xiao ao jiang hu zhi: Dong Fang Bu BaiIMDb            | сорежиссёр |
| 1992      | ф  | Полицейская история 3: Суперполицейский | Ging chat goo si 3: Chiu kup ging chat                | режиссёр, постановщик боёв, каскадёр: дублёр Джеки Чана                                                                |
| 1993      | ф  | Суперполицейский 2                      | Chao ji ji huaIMDb                                    | режиссёр, сценарист, координатор боёв                                                                                  |
| 1995      | ф  | Разборка в Бронксе                      | Hong faan kui                                         | режиссёр, постановщик боёв, каскадёр: дублёр Джеки Чана                                                                |
| 1996      | ф  | Первый удар                             | Ging chaat goo si 4: Ji gaan daan yam mo              | режиссёр, сценарист, постановщик боёв, оператор при подводных съёмках, координатор трюков, каскадёр: дублёр Джеки Чана |
| 1997      | ф  | Мистер Магу                             | Mr. Magoo                                             | режиссёр |
| 1998—2000 | с  | Китайский городовой                     | Martial Law                                           | режиссёр, исполнительный продюсер, постановщик боёв                                                                    |
| 1998      | ф  | Джеки Чан: Моя жизнь                    | Jackie Chan: My StoryIMDb                             | играет самого себя — интервью                                                                                          |
| 2000      | ф  | Шанхайский связной                      | Leui ting jin ging                                    | режиссёр, сценарист, продюсер, постановщик боёв                                                                        |
| 2002      | ф  | Зловещий призрак 3: Одержимость         | San chuen lao see III: Gwai leng chin sunIMDb         | продюсер |
| 2002      | тф | Искусство боя                           | The Art of Action: Martial Arts in Motion PictureIMDb | играет самого себя — интервью                                                                                          |
| 2003      | с  | Любовь в городе                         | Nan cai nu maoIMDb                                    | продюсер |
| 2005      | ф  | Миф                                     | San waIMDb                                            | режиссёр, сценарист, постановщик трюков                                                                                |
| 2005      | мф | Меч дракона                             | DragonBlade: The Legend of Lang                       | продюсер |
| 2005      | ф  | Дом, милый дом                          | Gwai mukIMDb                                          | продюсер |
| 2007      | ф  | Любовь в городе                         | Nan cai nu maoIMDb                                    | продюсер |
| 2012      | ф  | Доспехи бога: Миссия Зодиак             | Chinese Zodiac                                        | продюсер |
| 2017      | ф  | Доспехи бога: В поисках сокровищ        | 功夫瑜伽                                              | режиссёр, сценарист |
| 2020      | ф  | Авангард: Арктические волки             | 急先锋                                                | режиссёр, сценарист, продюсер                                                                                          |

## Награды
- Golden Horse Film Festival
  - 1996 — Лучший режиссёр боевика «Первый удар»
- Hong Kong Film Awards
  - 1996 — Лучший постановщик боёв «Разборка в Бронксе»
  - 1997 — Лучший постановщик боёв «Первый удар»